# Bihari-Sprachen
Bihari ist eine Gruppe indoarischer Sprachen, welche in Bihar, einem Bundesstaat Indiens, und in angrenzenden Landesteilen gesprochen werden.
Dazu gehören:
- Angika auch Chhikachhiki Boli (725.000 Sprecher)
- Bajjijka s. Vajjika
- Bhojpuri (26.254.000 Sprecher). Geschrieben einst in der Kaithi-Schrift, heute in der Devanagari-Schrift.
- Kudmali (37.000 Sprecher)
- Magahi (11.362.000 Sprecher)
- Maithili (24.191.900 Sprecher)
- Nagpuria
- Panchpargania (274.000 Sprecher)
- Sadani s. Nagpuria
- Sadri (1.965.000 Sprecher)
- Surajpuri (273.000 Sprecher)
- Sarnami Hindustani (150.000 Sprecher), Form des Bihari, von Awadhi beeinflusst, in Suriname von Menschen indischer Abstammung gesprochen
- Vajjika s. Bajjika (500.000 Sprecher)